# Obergericht Dannenberg

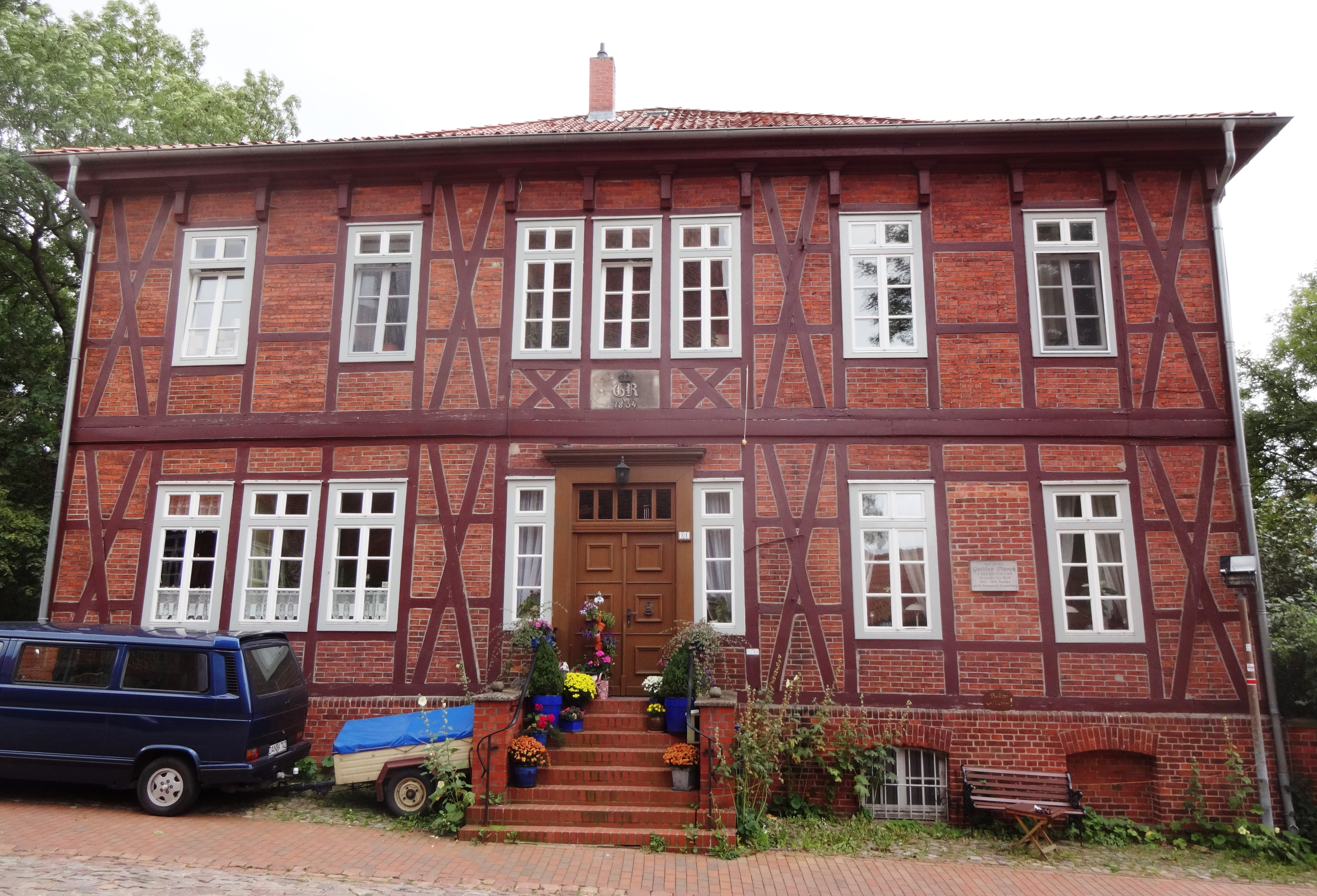
Kleines Obergericht Dannenberg

Das Obergericht Dannenberg war ein kleines Obergericht im Königreich Hannover. Es hatte seinen Sitz in Dannenberg (Elbe) in Niedersachsen.
Nach der Revolution von 1848 wurde im Königreich Hannover die Rechtsprechung von der Verwaltung getrennt und die Patrimonialgerichtsbarkeit abgeschafft.
Zum 1. Oktober 1852 wurden 12 Große und 4 Kleine Obergerichte als Gerichte zweiter Instanz (vergleichbar mit heutigen Landgerichten), darunter das Obergericht Dannenberg eingerichtet.
Dem Obergericht Dannenberg waren folgende Amtsgerichte nachgeordnet:
- Amtsgericht Dannenberg (Elbe)
- Amtsgericht Lüchow
- Amtsgericht Gartow
- Amtsgericht Hitzacker
- Amtsgericht Wustrow
- Amtsgericht Neuhaus im Lauenburgschen[3]

1859 wurde das Obergericht Dannenberg aufgehoben und sein Gerichtsbezirk dem des Obergerichtes Lüneburg zugeordnet.

## Bekannte Richter
- Gottlieb Planck